# Ranunculus paludosus
Ranunculus paludosus Poir. – gatunek rośliny z rodziny jaskrowatych (Ranunculaceae Juss.). Występuje naturalnie w Afryce Północnej oraz Azji Mniejszej. Ponadto został naturalizowany w Europie, między innymi w zachodniej i północno-zachodniej Francji. Epitet gatunkowy paludosus pochodzi z łaciny i oznacza z bagna, co jest niezbyt trafioną nazwą, zważywszy na ekologię tego gatunku.

## Rozmieszczenie geograficzne
Rośnie naturalnie w Afryce Północnej oraz Azji Mniejszej, jednak został naturalizowany w Europie. Na Malcie jest gatunkiem autochtonicznym, jednak nie występuje tam powszechnie. We Włoszech występuje w Ligurii, Toskanii, Umbrii, Lacjum, Abruzji, Molise, Apulii, Kampanii, Basilicacie, Kalabrii oraz na Sardynii i Sycylii. We Francji został zaobserwowany w departamentach Ain, Aube, Calvados, Cher, Eure-et-Loir, Finistère, Ille-et-Vilaine, Indre, Indre i Loara, Loir-et-Cher, Górna Loara, Loara Atlantycka, Loiret, Lozère, Maine i Loara, Manche, Mayenne, Morbihan, Nièvre, Saona i Loara, Sarthe, Sekwana i Marna, Yvelines, Deux-Sèvres, Wandea, Vienne, Yonne oraz Essonne. Na Cyprze jest gatunkiem autochtonicznym i występuje na obszarze całej wyspy. W Izraelu występuje powszechnie w Górnej Galilei, natomiast jest rzadko spotykany na Wzgórzach Golan i w Edomie, a w Dolnej Galilei jest bardzo rzadko spotykany.

## Morfologia

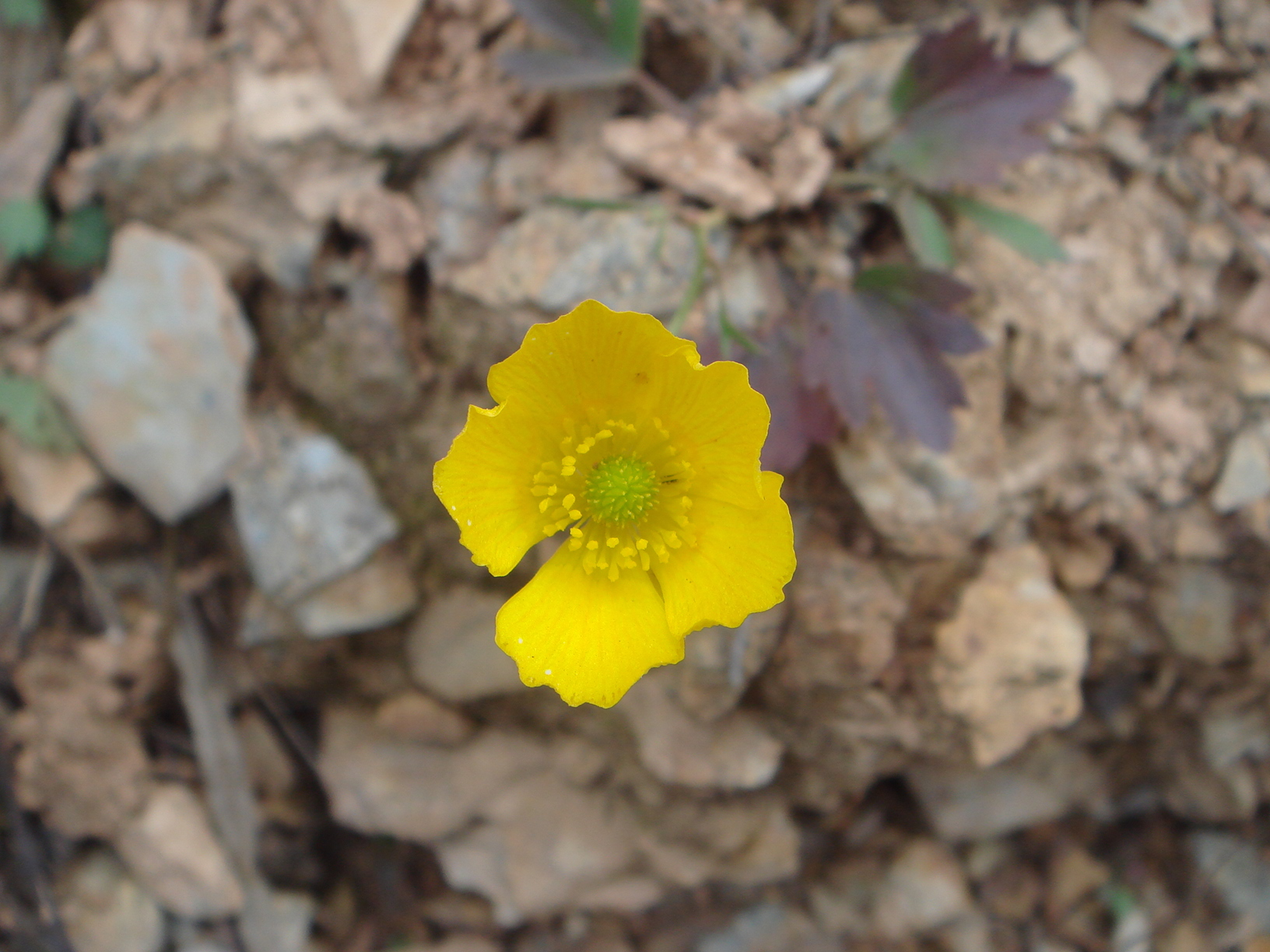
Kwiat

PokrójNiska lub średniej wielkości bylina o owłosionych pędach. Dorasta do 5–30 cm wysokości. Korzenie są bulwiaste.
LiścieLiście odziomkowe są potrójnie wąsko klapowane. Liście łodygowe są trójlistkowe, wąskie. Tylko środkowy listek jest osadzony na ogonku liściowym, pozostałe są siedzące.
KwiatyMają żółtą barwę. Dorastają do 20–32 mm średnicy. Działki kielicha są wyprostowane i owłosione.
Owoceniełupki z rozwidlonym dziobem. Tworzą owoc zbiorowy – wieloniełupkę o cylindrycznym kształcie.

## Biologia i ekologia
Rośnie na terenach okresowo zalewanych, w makii, na otwartych przestrzeniach w lasach oraz na terenach trawiastych i skalistych. Występuje na wysokości do 800 m n.p.m. Kwitnie od lutego do czerwca. Dobrze rośnie na gliniastych i wapiennych glebach. Świeże części rośliny są trujące – zawierają protoanemoninę.

## Ochrona
We Francji znajduje się pod ochroną na poziomie regionalnym – w Akwitanii, Dolnej Normandii oraz w Regionie Centralnym.